# Michael Tarver
Tyrone Evans sinh năm 1977, là một đô vật chuyên nghiệp người Mỹ. Anh được biết đến trong quãng thời gian làm việc ở WWE, nới ông làm việc là Raw, anh thi đấu dưới cái tênMichael Tarver. Evans còn tham gia season đầu tiên của WWE NXT 2010.

## Sự nghiệp đấu vật chuyên nghiệp

### Sự nghiệp ban đầu (2005 - 2008)
Evans đã đánh bại Brandon X tại sự kiện NWA East vào ngày 19/5/2011. Evans từng đánh bại Daron Smythe rồi có được chức vô địch Pro Wrestling Express (PWX) và Brass Knuckles Championship vào ngày 2/2 năm 2005. Ngày 11/6, Venom đánh bại Evans rồi có được chức vô địch Brass Knuckles Championship. Sau khi đánh mất chức vô địch trong tay, Evans thách thức Brandon K thi đấu cho chức vô địch territory's Heavyweight Championship vào ngày 8/9/2006 nhưng không thành công. 1 năm sau, anh thi đấu cho Dan Severn's Price of Glory Wrestling, nơi anh chiến thắng N8 Mattson trong trận đấu thuộc thể loại Elimination match.
Evans cũng từng thi đấu cho Cleveland, Ohio. Tháng 3 năm 2006, Evans debut cho maint event Wrestling League ở Ohio, anh tag team với Kato đánh bại Chris Kole trong trận Handicap match. Tháng 12, Evans thách thức Robby Starr thi đấu cho chức vô địch MEWL Championship nhưng đã thua do luật Disqualification match. Một trận rematch vào tháng 3/2007, Starr lại một lẫn nữa đánh bại Evans. Ở MEWL's Honky Tonk Saturday Night show, Evans đánh bại Starr và giành chức vô địch MEWL Championship. Tháng 7/2006, Evans đánh bại Savage tại Absolute Intense Wrestling (AIW) show. Anh return ở AIW vào tháng 7/2007, thua Thrillbilly, nhưng sau đó, tháng 9/2007, anh đánh bại Eddie Kingston do Submission tại vòng 3 "Strong Style" challenge match. Tháng 4/2007, Evans thách thức Jason Bane thi đấu cho chức vô Cleveland All-Pro Wrestling (CAPW) Television Championship, nhưng đã bị Jason Bane đánh bại. Ngày 6/5, tại May Meltdown, The B.E.T (Evans và Josh Emmanuel) đánh bại Jeff Brooks và Hybrid Kid trong một trận đấu tag team, và 1 tháng sau, tại A Hot Summer's Night, The B.E.T. đã chiến thắng trước The Clash of Ernie Ballz và Brian Bender.
Evans cũng từng thi đấu cho Pro Wrestling Unplugged, anh debut vào ngày 27/10/2007 ở Dark Night show, nơi anh tự giới thiệu mình là "The Panther" Tyrone Evans trước khi để thua The Sandman do luật Disqualification. Tháng 12, Evans một lần nữa bị The Sandman đánh bại. Sau đó, anh thay nickname "The Panther" thành "Black Panther".

### World Wrestling Entertainment / WWE (2008-2011)

#### Florida Championship Wrestling (2008-2010)
Năm 2008, Evans ký hợp đồng với WWE và được Florida Championship Wrestling (FCW) quản lý. Anh thi đấu ở FCW dưới cái tên Tyrone Jones. Tháng 5, anh có mối thù với Atlas DaBone. Suốt tháng 6 và 7, anh đã phải đối đầu với, ngày 21/7 anh để thua Jamie Noble trong 1 trận dark match trước khi đến Raw. Tháng 9, Byron Saxton trở thành người quản lý của anh và đổi tên trên sàn đấu thành "Tyson Tarver". Anh đã trở thành một phần của The Saxton Conglomerate (Tarver, Black Pain, Stu Sanders do Byron Saxton dẫn đầu). Tarver đã có trận đầu tiên cùng với nhóm nhưng họ đã bị Johnny Prime, Kafu và Sinn Bowdee đánh bại. Prime sớm có mối thù với Conglomerate, ngày 20/11, Tarver đã bị thua trong 1 trận single match. Ngày 18/12, Tarver và Sanders thua Prime và Kaleb O'Neal. Ngày 9/12, Tarver return sau chấn thương và đánh bại Donny Marlow.
Năm 2009, anh đã chuyển tên của mình thành "Michael Tarver." Anh tiếp tục làm việc ở FCW trong suốt phần còn lại của năm 2009, anh phải đối mặt với Wes Brisco và Skip Sheffield, người mà anh đã thù trong tháng 11. Tháng 12, anh bắt đầu giúp đỡ Heath Slater, can thiệp vào trận đấu của Slater. Một tháng sau, anh bắt đầu mối thù với Titus O'Neil, sau nhiều lần bị gián đoạn, Tarver cũng đánh bại anh ta trong 1 trận đấu đơn vào ngày 18/2.

#### NXT; The Nexus (2010-2011)

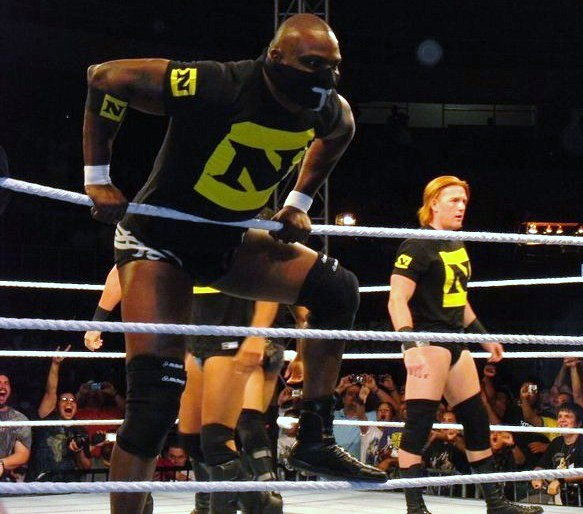
Tarver (trái) với Heath Slater (phải) tại một house show trong Tháng 9, 2010.

Ngày 16/2/2010, FCW cho rằng Tarver là một trong những đô vật có thể cạnh tranh cho WWE NXT mùa giải đầu tiên, Tarver trở thành rookie của Carlito. Vào ngày khai mạc NXT, Tarver và Carlito đã đánh bại Heath Slater và Christian trong một trận tag team. Sau 6 trận thua và xếp thứ 2 trong Pro's Poll. Tarver đã có thành tích cho riêng mình, đó là chiến thắng Daniel Bryan. Tarver đã không thực hiện các thách thức dành cho rookie NXT và anh đã nói rằng:" anh không ở đó để làm các nhiệm vụ tầm thường." Ngày 11/5, anh cùng với Daniel Bryan bị loại khỏi cuộc thì ngày vòng loại đầu tiên của NXT vì cả hai không đủ tự tin để tiếp tục cuộc thi. 
Một tuần sau khi chung kết NXT kết thúc, Tarver và những người trong cuộc thi đã can thiệp vào trận Maint Event giữa Cena và CM Punk ở Raw, tấn công Cm Punk và Cena, sau đó là Bình luận viên và trọng tài, tấn công xong, Tarver và những người khác còn tháo các thiết bị xung quanh. Ngày 14/6, Raw rookies (trừ Daniel Bryan) tấn công Bret Hart vì ông không cho họ ký hợp đồng. Ngay tuần sau, Vince McMahon sa thải Hart và thuê một tổng giám đốc mới. 7 rookies giải NXT đầu tiên ký hợp đồng, và nhóm được đặt tên là Nexus. Ngày 12/8, Show Raw, Nhóm có trận đầu tiên, Nexus vs Cena trong một trận handicap match 6-on-1. The Nexus tiếp tục có mối thù với Cena và các roster Raw khác, kết quả của việc này là trận đấu 7-on-7 elmination tag team tại Summerslam, cũng trong lần đó, mọi người được chứng kiến Daniel Bryan return và đối đầu với The Nexus. Tarver là người bị loại thứ 2, người loại anh là John Morrison, The Nexus đã để thua trận đấu đó. Ngày 4/10, Tarver bị Cena tấn công, Barrett sau đó đã lấy lý do này và đuổi Tarver ra khỏi nhóm. Story này được đặt ra do Tarver bị chấn thương háng.
Đầu năm 2011, Tarver đã xuất hiện trong hậu trường của Raw và Smack down

## Trong đấu vật
- Đòn cuối
  - Kill Shot (Knockout punch)[1][2]

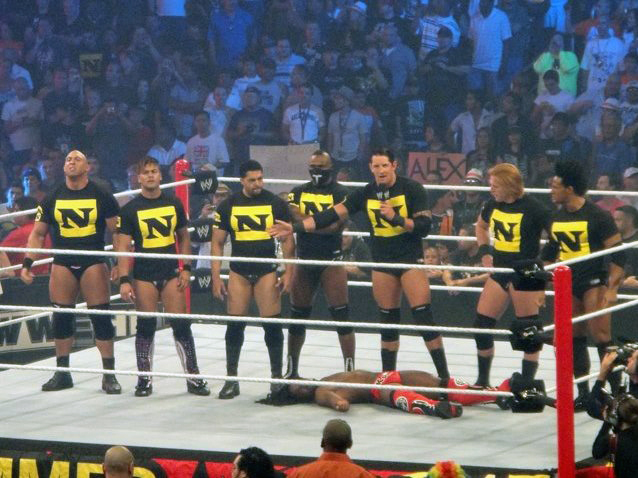
Michael Tarver với sáu thành viên đầu tiên của The Nexus (L-R): Skip Sheffield, Justin Gabriel, David Otunga, Michael Tarver, Wade Barrett, Heath Slater, và Darren Young tại SummerSlam.

  - Tarver's Lightning (Reverse thrown scoop powerslam)[3][4][5]
- Đòn phụ
  - Multiple jabs
  - Overhead belly to belly suplex
- Nicknames
  - "Black Panther"
  - "Iron"
  - "The New Danger"
  - "The Panther"
  - "The Upgrade"
  - "Mr. 1.9"

## Các đai vô địch và danh hiệu
- Main Event Wrestling League
  - MEWL Heavyweight Championship (1 time)
- Pro Wrestling Xpress
  - PWX Brass Knuckles Championship (1 time)[6]
- Pro Wrestling Illustrated
  - PWI Feud of the Year (2010)  – The Nexus vs. WWE[7]
  - PWI Most Hated Wrestler of the Year (2010) – as part of The Nexus[8]
  - PWI ranked him #343 of the top 500 singles wrestlers in the PWI 500 in 2010[9]
- World Wrestling Entertainment
  - Slammy Award for Shocker of the Year (2010) – the debut of The Nexus[10]